# Muzeum Akademii Sztuk Pięknych w Krakowie

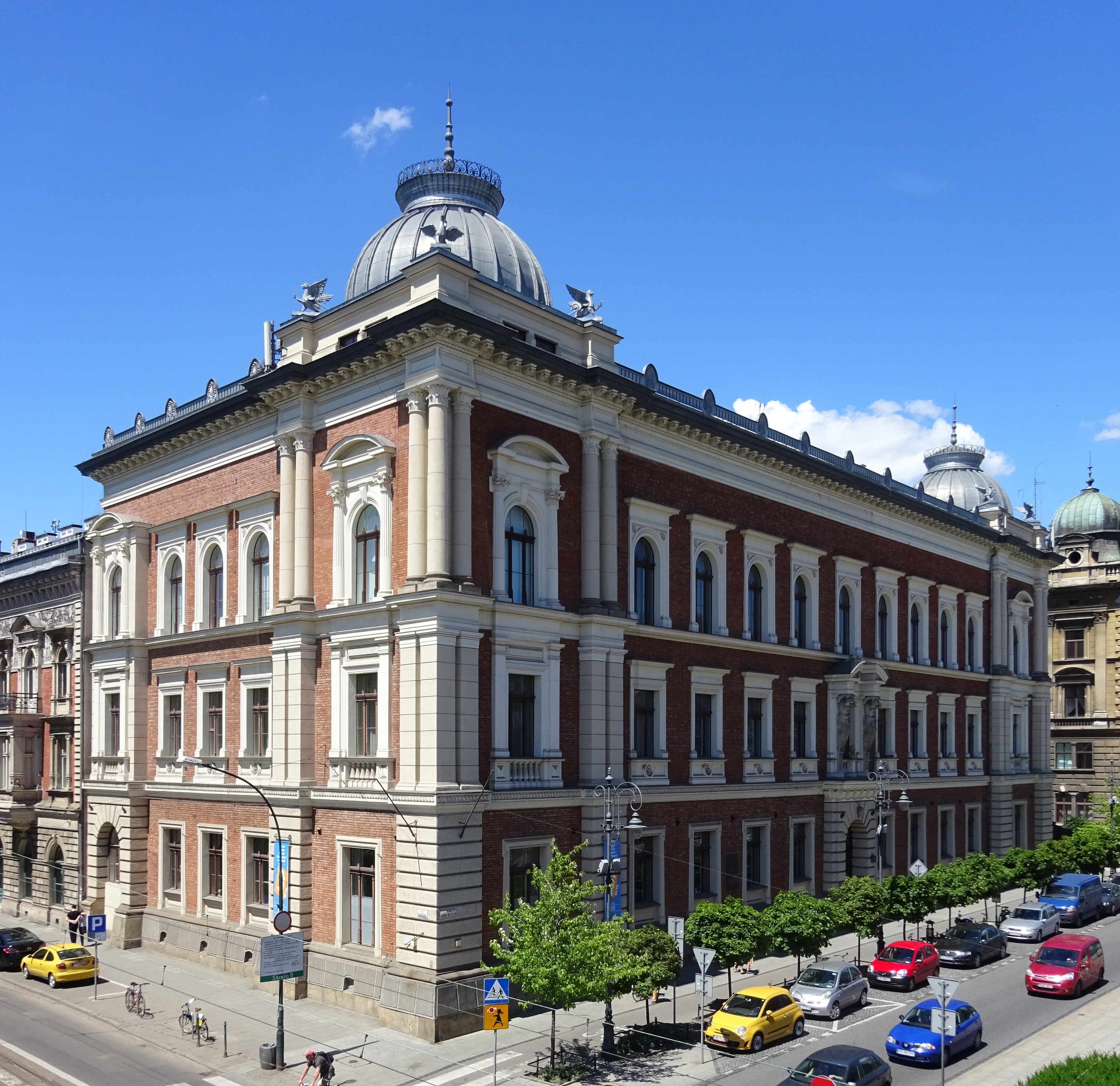
Siedziba muzeum (2016)

Muzeum Akademii Sztuk Pięknych w Krakowie – muzeum Akademii Sztuk Pięknych im. Jana Matejki w Krakowie zlokalizowane na Pl. Matejki 13, w Gmachu Głównym Akademii Sztuk Pięknych w Krakowie. Zbiory muzealne liczą ponad 2,5 tysiąca obiektów (malarstwo, rysunek, rzeźba, tkanina artystyczna, sztuka stosowana i projektowa), w tym część spuścizny po zlikwidowanym Muzeum Przemysłu Artystycznego w Krakowie. 

## Oddział muzealny
- Dom i Pracownia Olgi Boznańskiej  przy ul. Piłsudskiego 21.